# Rodrigo Conde
Rodrigo Conde Romero, född 3 september 1997 i Moaña, är en spansk roddare.

## Karriär
Vid EM 2022 i München tog Conde silver i dubbelsculler tillsammans med Aleix García. Vid VM 2022 i Račice tog de också silver tillsammans i dubbelsculler. Vid EM 2024 i Szeged tog de återigen silver tillsammans i dubbelsculler.